# Christian Brunner
Christian Brunner (* 2. April 1953) ist ein ehemaliger Schweizer Radrennfahrer.

## Sportliche Laufbahn
Brunner war Bahnradsportler und Teilnehmer der Olympischen Sommerspiele 1972 in München. In der Mannschaftsverfolgung wurde der Schweizer Bahnvierer mit Martin Steger, Christian Brunner, Xaver Kurmann und René Savary auf dem 5. Rang klassiert. Im 1000-Meter-Zeitfahren belegte er beim von Sieg Niels Fredborg den 7. Platz. 1971 gewann er die nationale Meisterschaft im Sprint.